# 1379
Пізнє Середньовіччя •  Відродження •  Реконкіста •  Ганза •  Столітня війна •  Велика схизма •  Монгольська імперія

## Геополітична ситуація
Державу османських турків очолює султан Мурад I (до 1389). Імператором Візантії є Іоанн V Палеолог (до 1391). Вацлав IV є королем Богемії та Німеччини. У Франції королює Карл V Мудрий (до 1380).
Апеннінський півострів розділений: північ належить Священній Римській імперії, середню частину займає Папська область, південь належить Неаполітанському королівству. Деякі міста півночі: Венеція, Піза, Генуя тощо, мають статус міст-республік. Триває боротьба гвельфів та гібелінів.
Майже весь Піренейський півострів займають християнські Кастилія і Леон, де править Хуан I (до 1390), Арагонське королівство та Португалія під правлінням Фернанду I (до 1383). Під владою маврів залишилися тільки землі на самому півдні.
Річард II править в Англії (до 1400). Королем Швеції є Альбрехт Мекленбурзький (до 1389). У Польщі та Угорщині королює Людвік I Великий (до 1382). У Литві княжить Ягайло (до 1381).
Руські землі перебувають під владою Золотої Орди. Триває війна за галицько-волинську спадщину між Польщею та Литвою. У Києві княжить Володимир Ольгердович (до 1394). Володимирське князівство очолює московський князь Дмитро Донський.
Монгольська імперія займає більшу частину Азії, але вона розділена на окремі улуси. На заході євразійських степів править Золота Орда, що переживає період Великої Зам'ятні. У Семиріччі владу утримує емір Тамерлан. Іран роздроблений, окремі області в ньому контролюють родини як монгольського, так і перського походження.
У Єгипті владу утримують мамлюки, а Мариніди у Магрибі. У Китаї править династії Мін. Делійський султанат є наймогутнішою державою Індії. В Японії триває період Муроматі.
Цивілізація майя переживає посткласичний період. У долині Мехіко склалася цивілізація ацтеків. Почала зароджуватися цивілізація інків.

## Події
- Перша згадка про місто Глиняни у зв'язку з переходом його у власність до короля.
- Московський та володимирський князь Дмитро Донський здійснив похід в Естонію.
- Королем Кастилії та Леону став Хуан I з династії Трастамара.
- Укладено Нойберзьку угоду між Леопольдом III та Альбрехтом III, що розділила Австрійське герцогство на дві частини.
- Архієпископом Празьким став Ян Єнштейн.
- Венеційці разом із турками повернули Іоанна V Палеолога на візантійський трон. Андронік IV Палеолог залишився співімператором, але жив до кінця своїх днів у засланні.
- Генуезці взяли Кіоджу. Венеція опинилася в лещатах між силами Генуї, Падуї та Угорщини.
- У Генті спалахнуло повстання ткачів проти графа Фландрії.
- На території сучасної Вірменії виникла держава Кара-Коюнлу.
- Тамерлан захопив Ургенч.

## Померли
- Філофей (патріарх Константинопольський)